# Měšek Lubušský

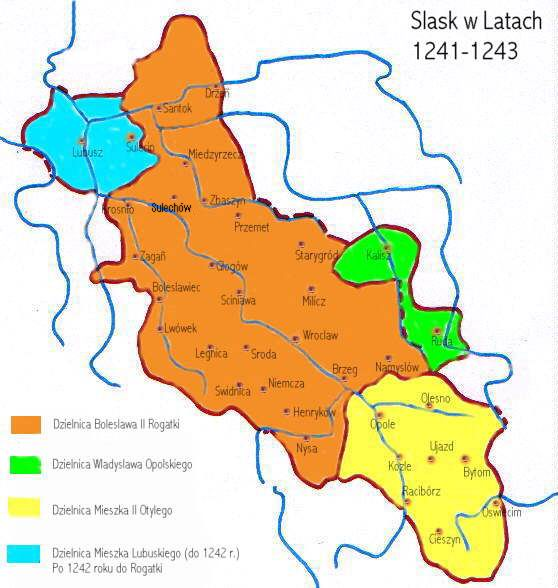
Lubušské knížectví v době vlády knížete Měška

Měšek Lubušský (polsky Mieszko lubuski; 1223/1227? – 1241/1242?) byl lubušský kníže z dynastie Slezských Piastovců.

## Život
Narodil se jako druhý z pěti synů Přemyslovny Anny, dcery Přemysla Otakara I. a Jindřicha II. Pobožného. Jeho otec zemřel roku 1241 v bitvě u Lehnice a většina z jeho dětí byla nedospělá. Měšek společně s Boleslavem byli již plnoletí, ale vládu za ně vykonávala jejich matka. V roce 1242 Měšek bez potomstva zemřel a část Lubušska byla prodána magdeburskému arcibiskupovi.